# 東京都立荏原病院
東京都立荏原病院（とうきょうとりつえばらびょういん、英語:  Tokyo Metropolitan Ebara Hospital）は、東京都大田区にある医療機関。地方独立行政法人東京都立病院機構が運営する病院である。旧東京都保健医療公社荏原病院。同敷地内に東京都立荏原看護専門学校、東京都立北療育医療センター城南分園がある。
古くは避病院に起源を発する伝染病院であり、長年にわたって伝染病床（現在は感染症病床）を持つ病院として活動している。

## 概要
脳卒中急性期医療に取り組んでおり、体制を強化して2005年11月に「脳卒中専門病棟（Stroke Unit:SU）」を備えた「総合脳卒中センター（Comprehensive Stroke Center:CSC）」を開設。センターでは神経内科・脳神経外科・リハビリテーション科・放射線科の各科医師を中心とし、看護師、ソーシャルワーカーなどによる医療チームを編成し脳卒中患者に対する高度専門医療を行っており、TIME LOST IS BRAIN LOST（米国脳卒中協会による啓発標語：時間が経つほど脳の機能は失われる）をモットーとしている。
通常の気圧より高い圧力環境のもとで酸素を吸入することで、血液中にたくさんの酸素を溶かし体内の酸素濃度を上昇させ様々な効果が得られる高気圧酸素治療室が設置されている。同装置は東京都内に4台しかない。
突発性難聴は原因不明の急性高度難聴であり、いまだにその原因は確定しておらず、科学的根拠の高い治療法も確立していないが、副腎皮質ステロイド療法、都内に3施設しかない多人数の治療が可能な高気圧酸素治療、ペインクリニックでの星状神経節ブロックを組み合わせて2週間の入院加療を行っており、突発性難聴発症2週間以内の高気圧治療は難聴の改善に対して有効であるとのデータがあり、発症早期からの治療が有効。
2014年10月、西アフリカを中心に猛威を振るうエボラ出血熱の東京都内での受入先4ヶ所のうちの1つとなる、エボラ熱対策指定医療機関となった。感染や感染の疑いが生じた場合は、感染症の予防及び感染症の患者に対する医療に関する法律（感染症法）に基づき、患者や診察した医療機関が保健所に連絡し、東京消防庁に5台ある「専用車両」で、4カ所の指定医療機関に搬送する手順になっている。4カ所は都立墨東病院（東京都墨田区）、東京都立駒込病院（東京都文京区）、荏原病院（大田区）、国立国際医療研究センター（東京都新宿区）。
2015年11月、がんの痛みや心の辛さをケアする「緩和ケア外来」開設。
2020年2月、 新型コロナウイルス感染症（COVID-19）に感染の疑いがある患者を受け入れる。
2022年7月、東京都保健医療公社から地方独立行政法人東京都立病院機構に運営が移行され、地方独立行政法人東京都立病院機構東京都立荏原病院となる。
中原街道沿い洗足池から1kmほど住宅街に入った閑静な場所にあり、院内庭には草木や花がある静かで心休まり、治療には良い環境の病院である。

## 沿革
- 明治30年3月 - 伝染病予防法が制定される。
- 明治31年7月 - 世田ヶ谷村立隔離病舎設立（現在の世田谷区宮坂）
- 昭和9年4月 - 現在地において診療開始
- 昭和18年7月 - 都制施行に伴い、東京都立荏原病院と改称
- 昭和33年9月 - 総合病院として発足
- 昭和51年4月 - 高圧酸素治療開始
- 昭和54年3月 - 高度安全病棟竣工（20床）
- 昭和62年8月 - ラッサ熱患者を高度安全病棟に収容
- 平成2年6月 - 改築のため休止（普通病床470床、精神30床、伝染69床）
- 平成6年10月 - 第1次開設（普通200床、伝染40床）当時としては珍しい医療連携室を開設したため、全国の病院、自治体などから見学者が殺到した。[6]
- 平成7年4月 - 第2次開設（普通330床、精神30床、伝染40床）
- 平成8年4月 - 第3次開設（普通430床、精神30床、伝染40床）
- 平成9年3月 - 前室付特殊伝染病室を病棟内に整備し、高度安全病棟休止
- 平成11年2月 - 病院機能評価による認定
- 平成11年4月 - 第1種及び第2種感染症指定医療機関として指定
- 平成16年8月 - 病院機能評価による認定更新
- 平成18年4月 - 東京都立から財団法人東京都保健医療公社に運営移管
- 平成19年10月 - 電子カルテ導入
- 平成21年2月 - 病院機能評価による認定更新（Ver.5）
- 平成21年10月 - 地域医療支援病院承認[7]
- 平成24年10月 - エボラ熱対策指定医療機関となる。
- 平成25年11月 - がんの痛みや心の辛さをケアする「緩和ケア外来」開設
- 令和2年 - 新型コロナウイルス感染症（COVID-19）に感染の疑いがある患者を受け入れる。
- 令和4年7月 -  財団法人東京都保健医療公社から地方独立行政法人東京都立病院機構東京都立荏原病院に運営移管。

## 診療科
| - 消化器内科 - 循環器内科 - 呼吸器内科 - 糖尿病内分泌内科 - 感染症内科 - 神経内科 - 脳神経外科 | - 外科 - 乳腺外科 - 整形外科 - リハビリテーション科 - 小児科 - 皮膚科 - 形成外科 - 泌尿器科 | - 眼科 - 産婦人科 - 耳鼻咽喉科 - 放射線科 - 麻酔科・ペインクリニック - 歯科口腔外科 - 精神科 - 病理診断科 |

### センター
- 総合脳卒中センター（SU）
- 高気圧酸素治療室
- 患者支援センター（地域医療連携室）
- 認知症疾患医療センター
- 臨床試験管理センター
- 外来化学療法室

## 医療機関の指定等
- 第一種感染症指定医療機関
- 第二種感染症指定医療機関
- 東京都災害拠点病院
- 臨床研修指定病院
- エイズ治療拠点病院
- 地域医療支援病院
- エボラ熱対策指定医療機関
- 地域型認知症疾患医療センター

## 交通アクセス
- 東急池上線石川台駅下車、徒歩約13分。
- 東急池上線洗足池駅から、徒歩約10分
- 東急バス森05系統：大森操車所・大森駅 - 池上駅 - 洗足池線「荏原病院前」下車、すぐ
- 荏原病院（構内）-洗足池駅 - 大岡山駅間を結ぶ無料送迎バスを運行しており、患者や病院を利用する人が乗車可能。尚、8時〜10時54分は荏原病院 - 大岡山駅間の直行便で、10時57分発以降は洗足池駅前（洗足池降車バス停）を経由する[8]。
- 荏原病院 - 大田区立馬込文化センター（大田区馬込特別出張所前） - ライフコミュニティ西馬込（西馬込駅前） - 大田区民プラザ（下丸子駅前）を結ぶ無料送迎車も運行されている。

## その他
1983年、TBS系で放送された「ふぞろいの林檎たち」で同敷地内にある東京都立荏原看護専門学校（番組設定上の仮名は東京都立雪谷看護専門学校）の看護学生役の石原真理子、手塚理美が看護学生として実習するシーンの際に使用された病院であり（改築前の旧病院）、1985年、続編の「ふぞろいの林檎たちII」では新人看護婦として働く石原真理子、手塚理美が働くシーンが撮影された。